# Faistos
Faistos (Grieks: Φαιστός) is sedert 2011 een fusiegemeente (dimos) in de Griekse bestuurlijke regio (periferia) Kreta.
De drie deelgemeenten (dimotiki enotita) van de fusiegemeente zijn:
- Moires (Μοίρες)
- Tympaki (Τυμπάκι)
- Zaros (Ζαρός)